# Jean-Rabel
Jean-Rabel är en ort i Haiti.   Den ligger i departementet Nord-Ouest, i den nordvästra delen av landet, 170 km nordväst om huvudstaden Port-au-Prince. Jean-Rabel ligger 70 meter över havet och antalet invånare är 5 419.
Terrängen runt Jean-Rabel är huvudsakligen kuperad, men den allra närmaste omgivningen är platt. Jean-Rabel ligger nere i en dal. Runt Jean-Rabel är det ganska tätbefolkat, med 230 invånare per kvadratkilometer. Jean-Rabel är det största samhället i trakten. Trakten runt Jean-Rabel består till största delen av jordbruksmark.